# Ryżowiaczek
Ryżowiaczek (Microryzomys) – rodzaj ssaków z podrodziny bawełniaków (Sigmodontinae) w obrębie rodziny chomikowatych (Cricetidae).

## Rozmieszczenie geograficzne
Rodzaj obejmuje gatunki występujące w Ameryce Południowej.

## Morfologia
Długość ciała (bez ogona) 62–99 mm, długość ogona 104–131 mm, długość ucha 12–16 mm, długość tylnej stopy 17–25 mm; masa ciała 10–25 g.

## Systematyka
Rodzaj (w randze podrodzaju w obrębie Oryzomys) zdefiniował w 1917 roku angielski zoolog Oldfield Thomas w artykule poświęconym wstępnej diagnozie nowych ssaków pozyskanych przez ekspedycję badawczą do Peru, opublikowanym w czasopiśmie Smithsonian Miscellaneous Collections. Gatunkiem typowym jest (oryginalne oznaczenie) ryżowiaczek leśny (M. minutus). 

### Etymologia
- Microryzomys: gr. μικρος mikros ‘mały’[8]; rodzaj Oryzomys S.F. Baird, 1857 (ryżniak).
- Thallomyscus: rodzaj Thallomys O. Thomas, 1920 (akacjoszczur); łac. przyrostek zdrabniający -iscus[9]. Gatunek typowy (oryginalne oznaczenie): Oryzomys (Microryzomys) aurillus O. Thomas, 1917 (= Hesperomys minutus Tomes, 1860).

### Podział systematyczny
Do rodzaju należą następujące gatunki:
| Grafika | Gatunek                 | Autor i rok opisu | Nazwa zwyczajowa    | Podgatunki         | Rozmieszczenie geograficzne | Podstawowe wymiary                          | Status IUCN |
| ------- | ----------------------- | ----------------- | ------------------- | ------------------ | --- | ------------------------------------------- | ----------- |
|         | Microryzomys minutus    | (Tomes, 1860)     | ryżowiaczek leśny   | gatunek monotypowy | Wenezuela (Kordyliera Nadbrzeżna i Cordillera de Mérida), północne i środkowe Andy od Kolumbii do zachodnio-środkowej Boliwii; zakres wysokości: 800–4265 m n.p.m. | DC: 6,2–9,9 cm DO: 11–12,6 cm MC: 10–24 g   | LC          |
|         | Microryzomys altissimus | (Osgood, 1933)    | ryżowiaczek wyżynny | gatunek monotypowy | środkowe Andy w Kolumbii oraz zachodnie i wschodnie Andy w Ekwadorze i północnym Peru; zakres wysokości: 2500–4300 m n.p.m.                                        | DC: 6,2–9,9 cm DO: 10,4–13,1 cm MC: 10–24 g | LC          |

Kategorie IUCN:  LC  – gatunek najmniejszej troski.